# Homo Deus: Breve historia del mañana
Homo Deus: Breve historia del mañana (Hebreo: ההיסטוריה של המחר) es un libro escrito por el autor israelí Yuval Noah Harari, profesor en la Universidad Hebrea de Jerusalén y publicado por primera vez en hebreo en 2015. Las traducciones al inglés y al español se publicaron en 2016. Como en el libro que le precedió, Sapiens: De animales a dioses, Harari, al tiempo que describe los acontecimientos, investiga también la experiencia individual humana y problemas éticos que puedan derivarse. En oposición al libro anterior, Homo Deus examina el curso de la historia a partir del momento en que la humanidad se ha adueñado ya del planeta, e indaga qué futuro nos puede esperar, si es que la humanidad tiene futuro.

## Tesis centrales
- Hambrunas, plagas y guerras fueron las constantes de la historia hasta el siglo XXI; la tecnología nos abre la posibilidad en un futuro próximo de vivir felices en la abundancia, vencer a la muerte (conseguir la amortalidad) y darnos un poder igual, si no superior, al de los dioses de la mitología antigua.
- Tras la revolución cognitiva hace unos 70.000 años y con el lenguaje fictivo que permitió la colaboración a gran escala, los seres humanos crearon esa "realidad intersubjetiva" donde residen imperios, religiones y dinero; al desacoplar inteligencia y consciencia con los avances de la inteligencia artificial, la humanidad pudiera estar en las vísperas de una segunda revolución cognitiva.
- El humanismo, una forma de religión ahora dominante que adora a la humanidad en lugar de a Dios, puede que tenga los días contados; la religión dominante a final de siglo quizá se centre en big data, y esté surgiendo ya en Silicon Valley.
- Los organismos no son sino algoritmos y, por lo tanto, pudiera suceder que en un mundo en el que el paradigma dominante sea el dataísmo, el Homo sapiens pierda su preeminencia.

## Recepción
Tras su publicación, los medios de comunicación han prestado gran atención al libro y a su autor, con recensiones y entrevistas publicadas en The New York Times, The Guardian, The Economist, The New Yorker, NPR, Financial Times y, en español, en El País,

ABC,
LaRazón, en España y en México La Crónica'', y Excélsior.